# WPA-10-Ball-Weltmeisterschaft der Damen
Die Weltmeisterschaft der Damen im 10-Ball wurde 2009 erstmals ausgetragen. Austragungsort des vom Weltverband World Pool-Billiard Association (WPA) und Dragon Promotions ausgetragenen Turniers ist Manila auf den Philippinen. Das Preisgeld betrug im ersten Jahr 20.000 $ für die Siegerin.
Das Damenturnier findet unabhängig von der ebenfalls existierenden Herren-10-Ball-WM statt.

## Turnierstatistik
| Jahr                         | Austragungsort | Siegerin       | Finalistin    |
| ---------------------------- | -------------- | -------------- | ------------- |
| 2009                         | Manila         | Rubilen Amit   | Liu Shin-Mei  |
| 2010                         | Manila         | Jasmin Ouschan | Kim Ga-young  |
| 2011                         | Manila         | Kelly Fisher   | Tsai Pei-Chen |
| 2012                         | Manila         | Kim Ga-young   | Chen Siming   |
| 2013                         | Manila         | Rubilen Amit   | Kelly Fisher  |
| 2014–2021: nicht ausgetragen |                |                |               |
| 2022                         | Klagenfurt     | Chou Chieh-Yu  | Wei Tzu-chien |
| 2023                         |                | Chezka Centeno | Yu Han        |